# Prokuplje
Prokuplje (cyr. Прокупље) – miasto w Serbii, stolica okręgu toplickiego i siedziba miasta Prokuplje. W 2011 roku liczyło 27 333 mieszkańców.
W mieście rozwinął się przemysł włókienniczy, materiałów budowlanych, spożywczy, metalowy oraz zapałczany.
W okolicach miejscowości znajdują się relikty warsztatów metalurgicznych (miedziowych) sprzed około 7500 lat, które są najstarsze na Bałkanach i należą do najstarszych w Europie. Badaniami w tym rejonie kierował prof. Dušan Sljivar.